# Liste der Backsteinbauwerke der Gotik in Estland und Lettland
▶ Backsteinbauwerke der Gotik – Übersicht

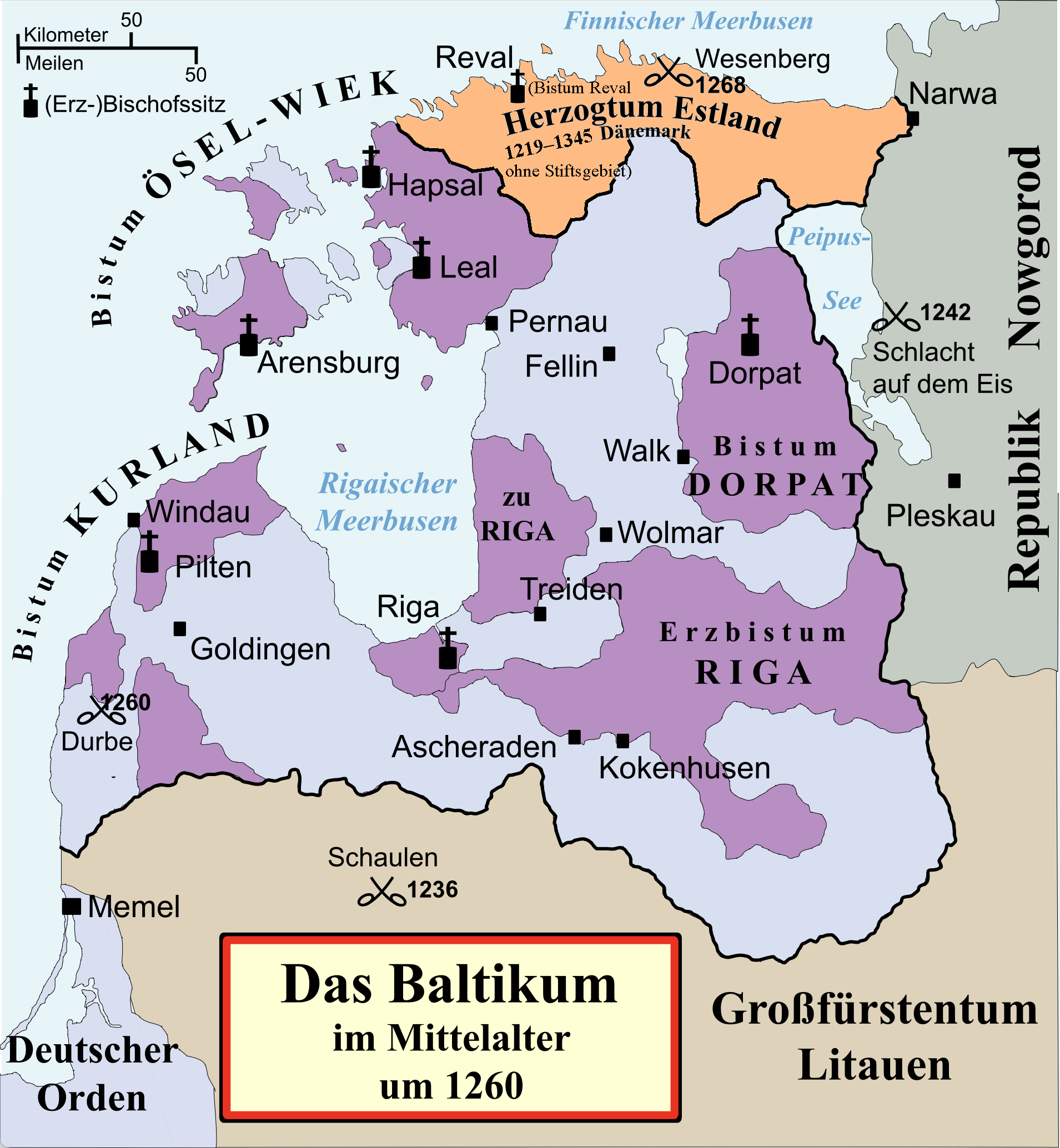
Gebiet des Livländischen Ordens im späten 13. Jh.

Die Liste der Bauwerke der Backsteingotik in Estland und Lettland ist Teil des Listen- und Kartenwerks Backsteinbauwerke der Gotik. Darin sind diese Bauwerke möglichst vollständig aufgelistet, in allen entsprechenden Ländern Europas. Aufgenommen sind nur Bauten, an denen der Backstein irgendwo zutage tritt oder, bei geschlämmten Oberflächen, wenigstens die Backsteinstruktur von Mauerwerk erkennbar ist.
Historischer Rahmen:

Die Gebiete Estlands und Lettlands waren zur Zeit der Gotik Teil der Livländischen Konföderation. Bauherren waren somit entweder der Schwertbrüderorden bzw. Deutsche Orden oder in geistlichen Gebieten ein Bischof.
Benutzungshinweis:

Bei einigen Gebäuden ist mit dem Kürzel (CC) die zugehörige Kategorie der Wikimedia Commons verlinkt, des Bilderfundus der Wikipedia.

## Estland
(Anzahl der Gebäude und Gebäudegruppen: 5)
| Ort                           | Bauwerk                       | Bauzeit        | Anmerkungen                                                                                         | Foto |
| ----------------------------- | ----------------------------- | -------------- | --------------------------------------------------------------------------------------------------- | ---- |
| Laiuse ordulinnus (Burg Lais) | Laiuse ordulinnus (Burg Lais) | 13.–14. Jh.    | Feldstein teilweise mit Backstein verblendet; 1559 zerstört, danach teilweise wieder aufgebaut      |      |
| Põltsamaa (Oberpahlen)        | Ordensburg                    | 1272–14. Jh.   | Reste gotischer Fassadengestaltung aus Backstein; ab 1750 zum Rokokoschloss umgebaut; 1941 zerstört |      |
| Tartu (Dorpat)                | Dom                           | 15. Jh.        | im Nordischen Krieg zerstört; im Ostteil heute Museum der Universität                               |      |
| Tartu (Dorpat)                | Johanniskirche                | Anfang 14. Jh. | Terrakotta-Skulpturen außen und innen                                                               |      |
| Viljandi                      | Ordensburg                    | 13.–14. Jh.    | |      |

## Literatur

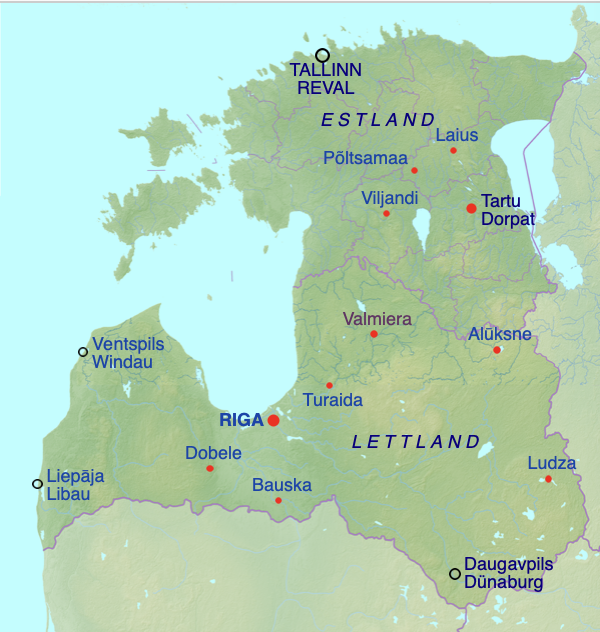
Screenshot der interaktiven Verteilungskarte

## Lettland
(Anzahl der Gebäude und Gebäudegruppen: 12)
| Ort                  | Bauwerk                                      | Bauzeit        | Anmerkungen | Foto |
| -------------------- | -------------------------------------------- | -------------- | --- | ---- |
| Alūksne (Marienburg) | mit Vorbehalt: Ordensburg                    |                | viele Bauteile ganz aus Feldstein, einige Mauern überwiegend aus Backstein, aber wohl eigentlich nicht sichtig |      |
| Bauska (Bauske)      | mit Vorbehalt: Ordensburg (CC)               | Burg 1443–1556 | einige Mauerpartien überwiegend aus Backstein, aber wohl eigentlich nicht sichtig; Renaissanceschloss 17. Jh.  |      |
| Dobele (Doblen)      | mit Vorbehalt: Ordensburg (CC)               | 1335           | ein Turm des größtenteils aus Feldstein errichteten Gebäudes, möglicherweise eigentlich nicht sichtig          |      |
| Ludza (Ludsen)       | Ordensburg (CC)                              | 1399           | Mischmauerwerk mit Backsteinverblendung; 1654 zerstört                                                         |      |
| Riga                 | Dom                                          | 13. Jh.        | |      |
| Riga                 | St. Petri                                    | 13.–15. Jh.    | |      |
| Riga                 | St. Jakobi (CC)                              | 13. Jh.        | |      |
| Riga                 | St. Johannes (CC)                            | 15. Jh.        | ehem. Dominikanerkirche                                                                                        |      |
| Riga                 | Schwarzhäupterhaus                           |                | |      |
| Riga                 | Der älteste der Drei Brüder                  | spätes 15. Jh. | |      |
| Turaida              | Burg Turaida                                 | 14. Jh.        | |      |
| Valmiera             | Svētā Sīmaņa baznīca (St. Simon-Kirche) (CC) | 1283–1287      | Turm backsteinsichtig, nachgotische und barocke Veränderungen                                                  |      |